# Altes Schloss (Gießen)
Das Alte Schloss, auch Landgräfliche Burg, befindet sich im Zentrum der Universitätsstadt Gießen in Hessen. Das im 14. Jahrhundert errichtete Gebäude grenzt mit seiner Nordost- und Südostseite an den Botanischen Garten, mit der Südwestseite an den Kanzleiberg und mit der Nordwestseite an den Brandplatz.

## Geschichte
Die Burg wurde um 1350 als Erweiterung der Stadtbefestigung und zweite Wasserburg gebaut. Die erste urkundliche Erwähnung findet sich 1364 als Zweitsitz des Landgrafen Heinrich II. von Hessen.
Bis ins 19. Jahrhundert diente das Schloss als Witwensitz, Wohnung, landgräfliche Nebenresidenz und Hofgericht. Ab 1604 beherbergte es eine Fürstliche Kanzlei (weswegen die angrenzende Straße noch heute den Namen Kanzleiberg trägt).

## Bauten

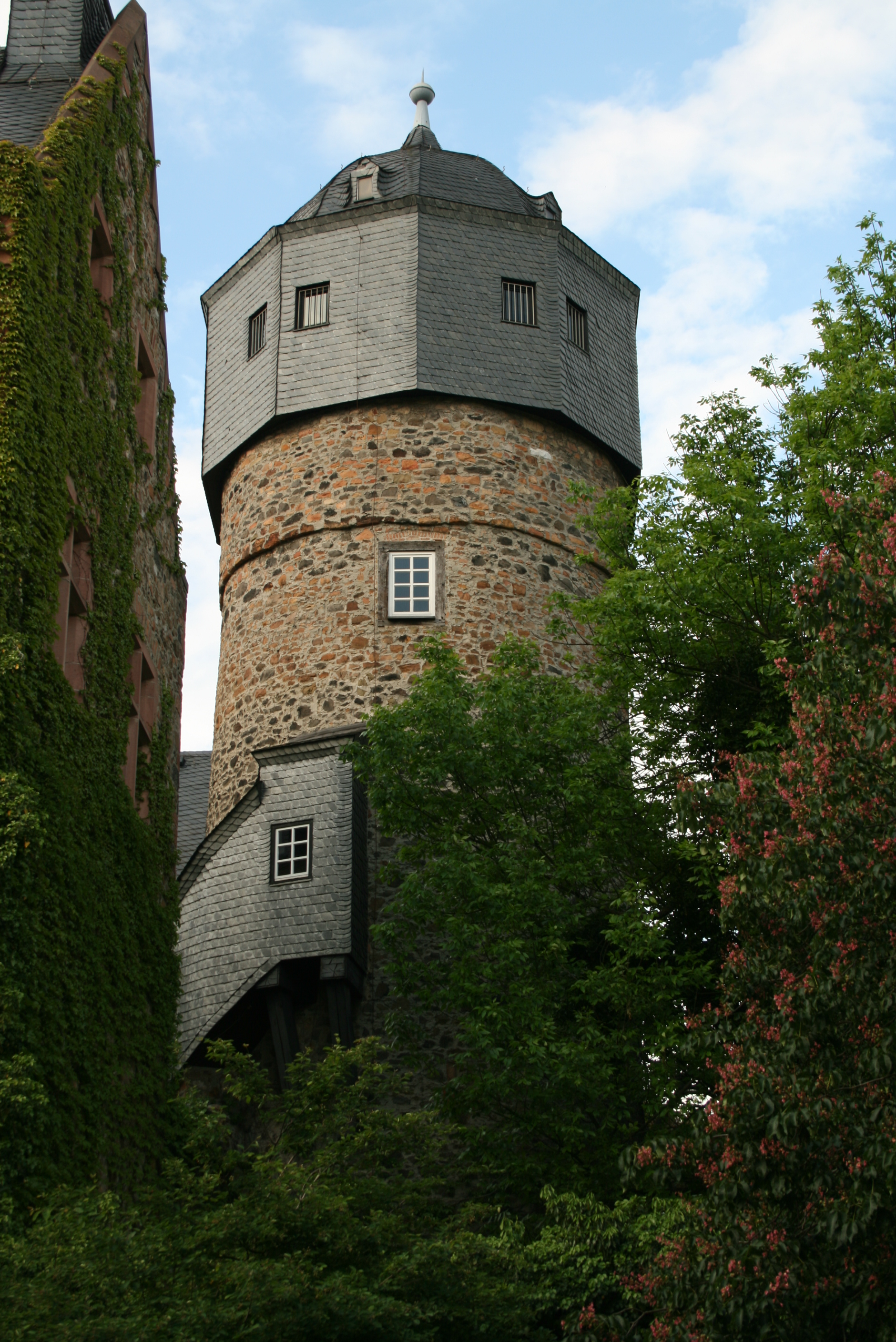
Heidenturm des Alten Schlosses

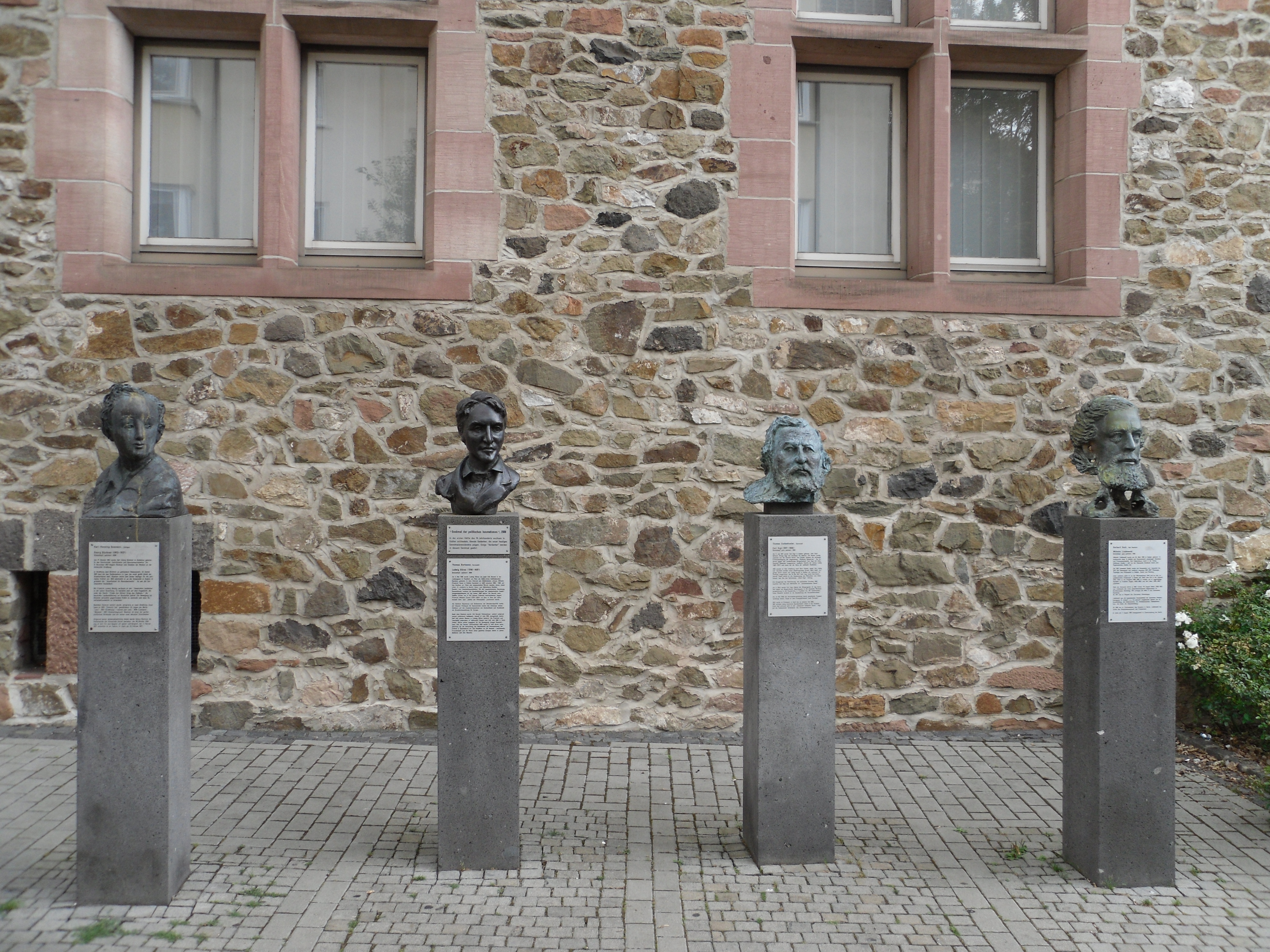
Büsten von Georg Büchner, Ludwig Börne, Carl Vogt und Wilhelm Liebknecht vor dem Schloss

Ursprünglich waren um einen engen Burghof ein Palas im Nordwesten, ein Wohn- und ein Stallgebäude im Südwesten, ein Verbindungsbau zum Brandplatz im Nordosten und ein Turm mit Wehrmauer und Wassergraben zum Südosten hin angeordnet. 1891 mussten einige Gebäude wegen Baufälligkeit abgebrochen werden. 1893 übernahm die Stadt das Schloss, um es für die Sammlungen des Oberhessischen Geschichtsvereins und der Wilhelm-Gail-Stiftung nutzen zu können.
Nach dem Umbau 1903 im Stil der Neorenaissance (Pläne: Ludwig Hofmann, Herborn) wurde das Schloss zum Hauptsitz des Oberhessischen Museums. Der Heidenturm mit seiner Welschen Haube und das Haupttor im Südosten blieben dabei unverändert. Das Mauerwerk der übrigen Gebäude wurde vom Putz befreit, das Dach erhielt ein völlig neues Aussehen, und auch die Innenräume wurden für die Nutzung als Museum vollständig umgestaltet. Bei den Luftangriffen von 1944 auf Gießen brannte das Schloss vollständig aus.

## Heutige Nutzung
Nachdem Pläne des damaligen Magistrats zum Abriss der Ruine verhindert werden konnten, erfolgte in den späten 1970er Jahren der Wiederaufbau. Heute beherbergt das Schloss die „Gail’schen Sammlungen“ (Gemäldegalerie und Kunsthandwerk) des Oberhessischen Museums sowie eine Gaststätte. Der im Erdgeschoss gelegene Netanyasaal ist nach der israelischen Partnerstadt benannt und kann für diverse Veranstaltungen gemietet werden. Das Schloss grenzt unmittelbar an den ältesten, sich bis heute an seinem ursprünglichen Standort befindenden Botanischen Garten Deutschlands.